# Kim Yeshi
Kim Yeshi ou Kimberly Sciaky Yeshi (nom tibétain Pedron Yeshi, née en 1956 aux États-Unis), est une anthropologue franco-américaine, cofondatrice et administratrice de l'institut Norbulingka près de Dharamsala où elle vit.

## Biographie

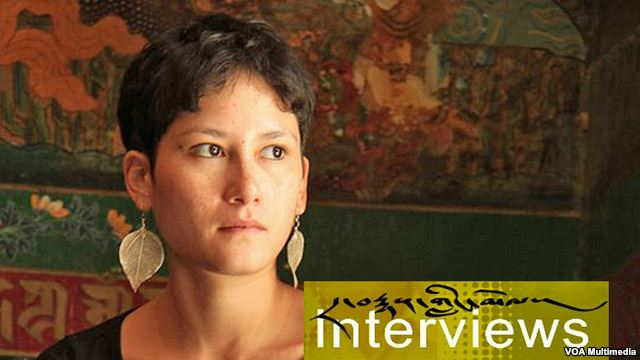
Sonam Yeshi de la société Norlha

Son père français, né à Salonique, a été scolarisé en France et sa mère est américaine. Kim Yeshi est née aux États-Unis et a vécu en région parisienne jusqu'à ses 17 ans avant d'étudier à partir de 1973 l'anthropologie au Vassar College puis à l'université de Virginie où elle passe une maîtrise sur le Bouddhisme et rencontre Kalsang Yeshi début 1974 qu'elle épouse en Angleterre en 1978. Elle l'accompagne lorsqu'il rentre en Inde en 1979. Ils ont eu 4 enfants. 
Dans les années 1980, elle s'installe à Dharamsala où elle fonde avec Kalsang Yeshi, son époux, l'institut Norbulingka, une fondation autofinancée ayant pour but la sauvegarde de la culture tibétaine,.
Kim Yeshi a créé à l'institut Norbulingka un musée de poupées tibétaines. Ces poupées portent des costumes correspondant à différentes régions et professions du Tibet. C'est à Bangalore au monastère de Drépung qu'est né le projet quand les Yeshi prêtent leur résidence près de l'Institut de médecine et d'astrologie tibétaine à Ling Rinpoché et vont y passés quelques mois en 1983. En mars 1984, la famille Yeshi de retour à Dharamsala est accompagnée par 4 moines qui commencent à confectionner des poupées tibétaines sous la direction de Kim Yeshi. En été 1984, les Losel dolls furent exposées dans la bibliothèque du doyen de l'abbaye de Westminster, ce qui permit de commencer à les faire connaître. La Tibet Society de Grande-Bretagne en commande, suivi par la Fondation Alexandra David-Néel (elles sont exposées à la maison d'Alexandra David-Néel), puis Jean Eracle, (1930-2005), le premier conservateur des collections asiatiques du musée d'ethnographie de Genève.
Dans ses recherches concernant les vétements, Kim Yeshi découvre qu'au Tibet, les brocarts tibétains étaient principalement fabriqués en Inde à Bénarès dans une manufacture qui dû fermer ses portes dans les années 1960 après le soulèvement tibétain de 1959 et les rouvrit dans les années 1970 pour produire pour les Tibétains en exil. Les marchands tibétains les achetaient et les transportaient au Tibet à dos de yacks.
Kim Yeshi a répertorié les costumes des différentes régions et recensé les costumes des moines, des fonctionnaires, des artistes de l'opéra tibétain, contribuant à la préservation de la culture tibétaine.
Par ailleurs, Kim Yeshi a fondé des ateliers (projet Norlha), où travaillent une centaine d'artisans, dans le village de Zorgey Ritoma dans la  préfecture autonome tibétaine de Gannan en Chine. Ceux-ci produisent, à partir de la laine de yak des étoffes, plaids, écharpes diffusés dans des boutiques de grandes marques. Le projet Norlha a démarré en 2007. Sophie Lavaud himalayiste réputée (huit sommets de 8 000) en est marraine depuis 2015.

## Ouvrages
- Tibet Histoire d'une tragédie, Édition La Martinière, 2009,  (ISBN 978-2-7324-3700-2)
- Losel : des alternatives dans l'art tibétain, Dharamsala : Bureau des Affaires Religieuses et Culturelles du Dalaï Lama, 1985.
- (en) The Losel Project, in Chö-yang, Volume 4, eds Pedron Yeshi & Jeremy Russell, Council for Religious and Cultural Affairs of H.H. the Dalai Lama, 1991, p. 336
- (en) Tibetan View of the Environment in Chö-yang, Volume 4, eds Pedron Yeshi & Jeremy Russell, Council for Religious and Cultural Affairs of H.H. the Dalai Lama, 1991, p. 264-69
- (en) Avec Jeremy Russell et Dhruv Chandra Sud, Celebrating kalachakra through art : HH the Dalai Lama's 30th kalachakra empowerment, Amaravati, 2006, Norbulingka Institute, 2005.

### Accueil critique
Concernant l'ouvrage Tibet Histoire d'une tragédie paru en 2009, Florence Evin, du Monde, précise que Kim Yeshi présente deux mille ans d'histoire du Tibet. Un portrait, « factuel, dense », illustré de photos, certaines jamais publiées.